# Liam Maendl-Lawrance
Liam Maendl-Lawrance (* 29. Juli 2004 in München) ist ein deutscher Dartspieler.

## Karriere
Liam Maendl-Lawrance entwickelte sich schnell zu einem der erfolgreichsten Nachwuchsspieler des Deutschen Dart-Verbandes. 2022 gewann er die Jugendkonkurrenz der Deutschen Dart-Meisterschaft. Im Februar stand Maendl-Lawrance bei den Slowak Open und den Slowak Masters jeweils unter den Herren im Achtelfinale. Ende März entschied Maendl-Lawrance die International WDF Youth Challenge in Wien für sich. Im Juni nahm er an den Dutch Open 2022 teil und spielte sich in der U-18-Konkurrenz ins Viertelfinale. Außerdem war er Teil des deutschen Teams beim WDF Europe Cup Youth 2022 und schied im Einzel gegen Luke Littler unter den letzten 32 aus. Im November nahm Maendl-Lawrance am World Masters 2022 teil. Er entschied dabei seine Vorrundengruppe klar für sich. Auch sein erstes K.-o.-Spiel gegen Joe Chaney entschied er für sich. Erst in der Runde der letzten 64 verlor er knapp mit 4:5 gegen Owen Roelofs.
Im Januar 2023 nahm Maendl-Lawrance erstmals an der PDC Qualifying School teil, kam jedoch nicht über die First Stage hinaus. Ende Februar errang er seinen ersten internationalen Herren-Titel. Mit 5:4 gewann er das Finale der Slovak Open gegen Andy Baetens. Kurz darauf gab er sein Debüt auf der European Darts Tour. Bei den International Darts Open 2023 gewann er sein erstes Spiel gegen Richie Burnett mit 6:4. Im zweiten Spiel gegen Danny Noppert unterlag er mit 5:6, obwohl er einen Matchdart hatte. Auch bei seiner zweiten Euro-Tour-Teilnahme beim German Darts Grand Prix 2023 gewann er zunächst gegen Robert Owen mit 6:5, bevor er erneut gegen Noppert im Decider verlor. Ende April stand er im Viertelfinale der Denmark Masters.
Anfang Juni gewann Maendl-Lawrance die Swiss Open. Dafür besiegte er Marcel Walpen und Michael Unterbuchner, bevor er im Finale Aaron Turner mit 5:1 besiegte. Auch die am gleichen Wochenende ausgetragenen Helvetia Open entschied Maendl-Lawrance für sich. Im Finale besiegte er Marcel Walpen mit 5:3. Kurz darauf sorgte er beim European Darts Matchplay 2023 für Schlagzeilen, als er gegen Marko Kantele in der ersten Runde mit 2:6 verlor. Das Spiel fiel insbesondere durch seine langsame Spielweise und schlechte Qualität auf. Beide spielten einen 3-Dart-Average von knapp über 70 Punkten, wobei sich insbesondere Maendl-Lawrance oft viel Zeit für seinen Wurf ließ.
Im August stand Maendl-Lawrance im Finale der Swedish Masters. Mit 5:6 unterlag er jedoch Berry van Peer. Er spielt ab diesem Monat auch vermehrt die Turniere der Swiss Darts Corporation (SDC). Bei Turnier Nummer fünf erreichte er erstmals das Finale, bevor er das Turnier Nummer 6 mit einem 7:0-Finalsieg über Dennis Nilsson gewann. Es folgten zwei weitere Titel im Oktober. Später erhielt er eine Wildcard für die PDC Europe Super League. In seiner Vorrundengruppe belegte er den zweiten Platz und qualifizierte sich somit klar für die K.-o.-Phase. Sein Achtelfinale gegen Dominik Grüllich verlor er jedoch mit 4:6.
Im Dezember rückte er dafür zur WDF World Darts Championship 2023 nach. Das Gepäck mit seinen eigenen Dartpfeilen kam dabei nicht in England an, sodass er das Turnier mit geliehenen Darts spielen musste. Sein erstes Spiel gewann er gegen Mike Gillet mit 2:1, wobei das Match bis auf ein Leg über die volle Distanz ging. In der zweiten Runde traf er auf den gesetzten Martyn Turner unter verlor mit 1:3.
Bei der Q-School 2024 erreichte Maendl-Lawrance erstmals die Final Stage, er errang jedoch erneut keine Tour Card. Er ging daraufhin bei den Dutch Open an den Start, gewann dabei aber nur zwei Spiele. Anfang Mai spielte sich Maendl-Lawrance ins Halbfinale der Denmark Masters. Auf der SDC-Tour errang er erneut einen Sieg im Juni. Mitte August unterlag Maendl-Lawrance im Finale der Swedish Masters dem Dänen Tonni Sørensen mit 5:6. Im Oktober nahm er beim World Masters 2024 in Budapest teil. Er überstand seine Vorrundengruppe ohne Niederlage, schied dann aber in seinem ersten K.-o.-Spiel gegen Darryl Christie aus Kanada aus. Bei den World Open am gleichen Wochenende stand er unter den letzten 32.
Bei der WDF World Darts Championship 2024 war Maendl-Lawrance an Position sieben gesetzt. Er lieferte sich ein enges Match mit Sybren Gijbels, der aber letztlich mit 2:3 die Oberhand behielt.
Maendl-Lawrance nahm an der Q-School 2025 teil, wo er nur knapp über die Rangliste die Final Stage erreichte. Er erreichte dabei am letzten Tag die dritte Runde und erhielt somit einen Punkt für die Rangliste. Er blieb somit erneut ohne Tour Card. Mitte März war Maendl-Lawrance Teil der U23-Konkurrenz bei der International WDF Youth Challenge VIENNA. Er spielte sich dabei ins Finale, dass er gegen Martin Homola aus der Slowakei mit 4:5 verlor. Beim am gleichen Wochenende ausgetragenen IYC Vienna Masters stand Maendl-Lawrance im Halbfinale in der U23-Kategorie.
Bei den Swiss Open erreichte Maendl-Lawrance das Finale der Herren. Er verlor jedoch gegen Michael Unterbuchner mit 2:5. Mitte August gewann er dafür die Swedish Open, indem er sich mit 6:5 im Finale gegen Alex Williams durchsetzte.

## Titel

### WDF
- Silber-Turniere
  - Slovak Open: (1) 2023
  - Swiss Open: (1) 2023
  - Helvetia Open: (1) 2023
  - Swedish Open: (1) 2025
- Jugend-Turniere
  - Gold-Turniere
    - International WDF Youth Challenge Vienna: (1) 2022

## Weltmeisterschaftsresultate

### WDF
- 2023: 2. Runde (1:3-Niederlage gegen  Martyn Turner)
- 2024: 2. Runde (2:3-Niederlage gegen  Sybren Gijbels)